# ファタモルガーナの館
『ファタモルガーナの館』（ファタモルガーナのやかた）は、Novectacle開発・発売の同人ゲームのノベルゲーム。

## 概要
Windows専用PCゲームとして開発されたノベルゲームだが、後に株式会社言語社よりiPhone版がリリースされた。
記憶を失った「あなた」が謎めいた館の女中に導かれ、呪われた館の謎を解明していくというのが大筋の物語であり、全八章構成となっている。公式サイトでは四章までのあらすじが公開されており、前半はオムニバス形式で物語が進んでいく。
西洋浪漫サスペンスホラーが公式によるジャンルだが、人間心理を深く描くサスペンス色の強い作風であり、ホラージャンルのような恐怖系の演出は少ない。認識の逆転を意識して作られており、作中には多くのどんでん返しが登場する。
また、製作者によると、ファタモルガーナの館のシナリオ構成は「ダンガンロンパ」を参考にしているところがあり、PCノベルゲームよりもコンシューマゲームの構造に近いとのこと。
各社よりノベライズやコミカライズ、ドラマCD化などのメディアミックスも行われている。
2015年8月31日に外伝作『ファタモルガーナの館 -Another Episodes-』が発売された。
2016年7月27日にフリューより、インディーズアドベンチャーゲームを移植・販売するレーベル「カタルヒト」の第1弾の1タイトルとして、ニンテンドー3DS版が配信された。
2017年3月16日に本編と外伝に加えボイスつきの新規シナリオ「現代編」を収録した『ファタモルガーナの館 -COLLECTED EDITION-』がdramatic createよりPlayStation Vita用ソフトとして発売された。また、このリメイク版となる『ファタモルガーナの館 -DREAMS OF THE REVENANTS EDITION-』のPlayStation 4版がヒューネックスより2019年10月24日に発売され、2021年3月25日にNintendo Switch版が発売された。

## ストーリー
「その館に住む者は、必ず不幸になる」
呪われた館で目覚めた「あなた」は、自分自身を失っていた。記憶はおろか、生きているのかどうかも分からない。
そんな「あなた」を、館の主だと告げて慕う女中がいる。彼女に導かれて、館の様々な時代で起きた悲劇を「あなた」は目撃していく。
なぜ館は存在し続けるのか。なぜ「あなた」は館にいるのか。すべてを解き明かすために、「あなた」は扉を開く。
これは、人の業と、絶望と、狂気の物語だ。

## 登場人物

### メインキャラクター
館の女中
声 - 瀬戸麻沙美（ドラマCD）
年齢不詳の謎めいた女性であり、常に微笑みを浮かべている。「あなた」を館の主人だと呼び、「あなた」の記憶を取り戻させるために館で起こった悲劇を語り聞かせる。
一章から四章までは彼女が語る形式で物語が進んでいく。
「あなた」の鍵を握る重要な人物で、時代を超えて全ての悲劇に関わってくる。
ミシェル・ボランジェ
声 - 櫻井孝宏（ドラマCD、現代編）
感情表現に乏しく滅多に笑うことのない青年。たった一人でいわくつきの館に住み続けている。
ミシェルが登場するのは四章からだが、二章の終わりに姿見に触れることで記憶を垣間見ることが出来る。
館の呪いに関わる重要な人物。
モルガーナ
声 - 小清水亜美（ドラマCD、現代編）
館に棲む呪われた魔女と言われている。
彼女の存在は不明であり、モルガーナが「誰」なのかという点も解くべき謎の一つである。
白い髪の娘
声 - 能登麻美子（ドラマCD）
純白の髪と赤い瞳を持つ美しい少女。大人しく控えめな性格をしており、他者に対して非常に献身的。
本作のヒロインの一人であり、転生しているかのように時代を超えて何度も登場する。
善人だが不幸な目に遭い続けてしまう。

### 第一章の登場人物
ネリー・ローズ
声 - 阿澄佳奈（ドラマCD、現代編）
ローズ家の長女であり、気が強く我がままな少女。十四歳。
兄のメルを「王子さま」と言って慕っている。
婚約者の話に頭を悩ませており、弱気を見せる時がある。
メル・ローズ
声 - 幼年期：下田麻美（ドラマCD）／少年期：保志総一朗（ドラマCD、現代編）
ローズ家の長男であり、物腰の柔らかい青年。十七歳。
妹のネリーによく振り回されている。
ぼんやりしている時が多いものの、神父に熱心に引き抜きを受けるくらい勉強は出来る。白い髪の娘に出会い、心を揺さぶられる。

### 第二章の登場人物
ベステア
館に住み着いていた「獣」。偶然館の女中と出会い、彼女に人間らしい所作や言葉を教えてもらったことで人間として振舞うようになるが、ある事件を機に残虐な本性を現し、やがて館に迷い込んできた人間を惨殺するようになる。
後に館に迷い込んだ白い髪の娘と出会い、彼女と交流を重ねたことで人間らしさを取り戻したが…
ポーリーン
声 - 豊崎愛生（ドラマCD、現代編）
貿易商の男を恋人に持つ女性。二十二歳。自身も貿易商人の娘である。日本人の血が混ざっており、黒い髪と黒目をしている。
一途で純粋だが、一度信じたことは否定出来ない盲信的な部分もある。
恋人の訃報を信じられず、故郷を飛び出して探しに出てしまう。
貿易商の男／ユキマサ
声 - 鈴村健一（ドラマCD、現代編）
真面目でとっつきにくい雰囲気を持つものの、ポーリーンの前では誠実であった船乗りの男。二十五歳。日本人である。
海難事故に遭遇し、命を落としたと言われている。
ハビ
声 - 梶裕貴（ドラマCD）
ポーリーンが訪れた村に住む少年。ベステアに両親を殺されている。
最初は心を閉ざしており、ポーリーンにも冷たく接していたが、彼女と何度も会ううちに次第に心を開いていく。

### 第三章の登場人物
マリーア・カンパネッラ
声 - 堀江由衣（ドラマCD、現代編）
屋敷に勤めるメイドの一人。二十四歳。
明け透けで明るく、白い髪の娘の良き味方となる。
ヤコポとも幼馴染の関係であり、お互いに冗談を言い合える仲。
ヤコポ・ベアルザッティ
声 - 諏訪部順一（ドラマCD、現代編）
鉄道事業に身を乗り出す事業家の男。二十六歳。
野心家であり、望みを叶えるためにあらゆるものを切り捨てる冷酷さを持ち合わせている。
出自も関係し、他人を信じることの出来ない性格になってしまった。
妻帯者で、かつては妻を愛する優しい夫だったが、前述のように他人を信じられない性格になったことから次第に妻にも冷たく接するようになってしまう。

### 第四章の登場人物
ジゼル
声 - 瀬戸麻沙美（現代編）
首都を追放され、館に連れて来られた女性。
館に一人で住んでいたミシェルと出会い、交流を重ねるうち彼の心を開いていく。
商家の娘で妹と母の為にミシェルの家に女中として働く。だが、ミシェルの父に陵辱を受ける羽目となる。それを不貞行為と糾弾されてしまう。
アメデ
ジゼルを保護した館付近の村に住む村人
ジゼルにプロポーズし、断られる内に邪悪な意志が湧き、彼女へと向けられる。

### 第五章の登場人物
ディディエ
ミシェルの長兄。教会の騎士団に所属している。武骨で筋肉隆々で長男らしい責任力の高さを持つ。
ミシェルのことを大事に思い、父の暴走を止めるべくミシェルを館に幽閉して逃がす。
10年来連絡を取らなかったが…騎士団の魔女退治としてミシェルを殺害する。
ジョルジュ
ミシェルの次兄。画家志望で次期当主。飄々して陽気な性格。
ミシェルを大事に思っているが、ミシェルの変化に何も行動できなかった。
エメ
ジョルジュの妻。最初はミシェルと仲良くなるが、その裏の顔を暴かれる。
その腹いせにミシェルの世話を買って出て、虐待を始める。

## メディアミックス

### ノベライズ
- ファタモルガーナの館 -あなたの始まりを告げる物語-（PHP研究所、著：縹けいか、イラスト：茨乃、2014年7月）
  - 一冊完結であり、結末が異なっている。
- ファタモルガーナの館 -あなたの原典に至る物語-I（GA文庫、著：縹けいか、イラスト：靄太郎、2014年8月）
- ファタモルガーナの館 -あなたの原典に至る物語-II（GA文庫、著：縹けいか、イラスト：靄太郎、2014年12月）
- ファタモルガーナの館 -あなたの原典に至る物語-III（GA文庫、著：縹けいか、イラスト：靄太郎、2015年3月）
- ファタモルガーナの館 -あなたの原典に至る物語-IV（GA文庫、著：縹けいか、イラスト：靄太郎、2015年7月）
- ファタモルガーナの館 -あなたの原典に至る物語-V（GA文庫、著：縹けいか、イラスト：靄太郎、2016年1月）
  - 全5巻が刊行されている。基本的にはゲーム本編と変わらない流れで描かれている。

### コミック
秋田書店「ミステリーボニータ」2014年9月号から2017年9月号まで連載されたコミカライズ作品。2巻以降は電子書籍版しか刊行されておらず、コミックス版は既刊1巻、電子書籍版は全5巻。
- 作画：兼宗 / 原作&監修：縹けいか 『ファタモルガーナの館 -あなたの瞳を閉ざす物語-』 秋田書店〈ボニータコミックス〉、既刊1巻（2015年3月6日現在）

1. 2015年3月6日発売 ISBN：978-4-253-26261-3

## ドラマCD
監督はえのもとたかひろ。3巻まで発売されている。また、それぞれ書き下ろしの小冊子が付属する。

### スタッフ（ドラマCD）
原作・脚本監修：縹けいか
イラスト：靄太郎
制作：HOBiRECORDS
発売元・販売元：ツクル（ノ）モリ株式会社
サウンドドラマCD ファタモルガーナの館Ⅰ ～あなたに寄り添う音の物語 薔薇の章～
2014年12月28日発売
サウンドドラマCD ファタモルガーナの館II ～あなたに寄り添う音の物語 慟哭の章～
2015年5月25日発売
サウンドドラマCD ファタモルガーナの館III ～あなたに寄り添う音の物語 銑鉄の章～
2015年8月14日発売

### キャスト（ドラマCD）
Ⅰ・Ⅱ・Ⅲ
ミシェル＝ボランジェ：櫻井孝宏
館の女中：瀬戸麻沙美
モルガーナ：小清水亜美
白い髪の娘：能登麻美子
Ⅰ出演のみ
メル・ローズ（幼少期）：下田麻美
メル・ローズ（少年期）：保志総一朗
ネリー・ローズ：阿澄佳奈
Ⅱ出演のみ
貿易商の男：鈴村健一
ポーリーン：豊崎愛生
ハビ：梶裕貴
Ⅲ出演のみ
ヤコポ・ベアルザッティ：諏訪部順一
マリーア・カンパネッラ：堀江由衣

### Webラジオ
HOBiRECORDSより、『瀬戸麻沙美のラジオステーション ファタモルガーナの館』が2015年8月から2016年3月14日放送されている、全13回。パーソナリティは声優の瀬戸麻沙美（館の女中 役）。
毎回制作関係者や声優をゲストに呼び、作品に関するトークを行うラジオ番組。

## 外伝
2015年8月31日に、前日譚を描く『ファタモルガーナの館 -Another Episodes-』が発売された。
メインエピソードの「Requiem for The Innocence」では奴隷の青年と聖女の絆が描かれている。他にミシェルの話の前述譚の「アセントデリ」。後日談の現代編「After　Happy　End」。モルガーナとヤコボの誓いのエピソード「Fragment」が追加された。

### 登場人物
新規登場人物のみ記載する。
ジェレン
娼館で働く娼婦の一人。褐色肌の明るい十六歳の少女。
重い過去を背負っているが悲壮感は感じさせない。ムードメーカーであり、他人に気配りも出来る。
独特な一人称と口調をしているが、過去に出会った人物に影響を受けている。
グラシアン
奴隷解放で主人公の仲間となった剣闘士の子孫の男。
粗野で明るく、難しいことはあまり考えない性格をしている。
剣に長けており自警団の中心的な人物となる。
ジャン＝フランソワ・バルニエ
残虐な領主であり民衆の反感を買っている。
かつて聖女を見世物にしていたことがある。
オディロン
領主の右腕となる執政の老人。
家族はバルニエの命令により殺されている。
イメオン
病気で迫害された青年。ある事情でミシェルの館に辿りついた。「Assento Dele-アセントデリ-」にて登場。

## 現代編
VITA版の「ファタモルガーナの館 -COLLECTED EDITION」では現代編が追加された。イラストがアニメ調に変更、ボイスが追加された。内容は「After Happy End」の続きとなる。

## 関連作品
- 薔薇と椿 - NIGOROのブラウザゲーム。本作とのコラボレーションソフト『薔薇と椿とファタモルガーナ』がNovectacleより頒布され、後にNIGOROのサイト上でも公開された。
- 霧上のエラスムス

ファタモルガーナの館の登場キャラクターで構成された本作とは全く別の短編作品。主人公も別である。
エラスムスによって出会った学生たちの同窓会から物語は始まる。
- セブンスコート

同じく本作の登場キャラクターで構成された短編作品。
フリーゲーム製作者の男が自分の作ったゲームの世界に飛ばされてしまい…。